# Que el ritmo no pare
Que el ritmo no pare es el nombre del cuarto álbum de estudio grabado por la cantante y actriz mexicana Patricia Manterola, Fue lanzado al mercado bajo el sello discográfico BMG Ariola el 5 de marzo de 2002. la sintonía de la Vuelta Ciclista España 2002 se convertía también en Que el fútbol no pare, para los estadios de fútbol y al hablar de su país, también se convertía en Que México no pare. Los temas 14 y 15 se incluían para Estados Unidos y el resto del mundo, salvo que la edición más estándar de España fuera sólo de 13 temas. Y jamás se habían incluido.

## Lista de canciones
| Que el ritmo no pare (Edición internacional) |                                      |          |  |
| N.º                                          | Título                               | Duración |  |
| 1.                                           | «Que el ritmo no pare»               | 3:48     |  |
| 2.                                           | «Salsa»                              | 4:17     |  |
| 3.                                           | «Ojos negros»                        | 4:08     |  |
| 4.                                           | «I’ll see you again»                 | 4:13     |  |
| 5.                                           | «Necesito tu amor»                   | 3:28     |  |
| 6.                                           | «Quiero que quieras volver»          | 4:39     |  |
| 7.                                           | «Bandidos»                           | 3:28     |  |
| 8.                                           | «Libre»                              | 4:00     |  |
| 9.                                           | «Take my heart»                      | 4:42     |  |
| 10.                                          | «When u move like that (en español)» | 4:26     |  |
| 11.                                          | «Tú mi luz»                          | 4:42     |  |
| 12.                                          | «Tell you, tell me (Libre)»          | 3:57     |  |
| 13.                                          | «The rhythm»                         | 3:45     |  |
| 14.                                          | «Que México no pare»                 | 3:50     |  |
| 15.                                          | «Que el fútbol no pare»              | 3:44     |  |

| Que el ritmo no pare (España) |                                      |          |  |
| N.º                           | Título                               | Duración |  |
| 1.                            | «Que el ritmo no pare»               | 3:48     |  |
| 2.                            | «Salsa»                              | 4:17     |  |
| 3.                            | «Ojos negros»                        | 4:08     |  |
| 4.                            | «I’ll see you again»                 | 4:13     |  |
| 5.                            | «Necesito tu amor»                   | 3:28     |  |
| 6.                            | «Quiero que quieras volver»          | 4:39     |  |
| 7.                            | «Bandidos»                           | 3:28     |  |
| 8.                            | «Libre»                              | 4:00     |  |
| 9.                            | «Take my heart»                      | 4:42     |  |
| 10.                           | «When u move like that (en español)» | 4:26     |  |
| 11.                           | «Tú mi luz»                          | 4:42     |  |
| 12.                           | «Tell you, tell me (Libre)»          | 3:57     |  |
| 13.                           | «The rhythm»                         | 3:45     |  |

| The Rhythm (Alemania) |                                                                 |          |  |
| N.º                   | Título                                                          | Duración |  |
| 1.                    | «The rhythm (Europe) (Radio Edit Spanglish)»                    |          |  |
| 2.                    | «I'll see you again»                                            |          |  |
| 3.                    | «Tell you, tell me (Libre)»                                     |          |  |
| 4.                    | «All I need is your love (Necesito tu amor)»                    |          |  |
| 5.                    | «Magic eyes (Ojos negros) (Fernando Garibay English Radio Mix)» |          |  |
| 6.                    | «Take my heart»                                                 |          |  |
| 7.                    | «When u move like that (en español)»                            |          |  |
| 8.                    | «Come back again (Quiero que quieras volver»                    |          |  |
| 9.                    | «Salsa»                                                         |          |  |
| 10.                   | «Two hearts (Bandidos)»                                         |          |  |
| 11.                   | «Ojos negros»                                                   |          |  |
| 12.                   | «Que el ritmo no pare»                                          |          |  |

| The rhythm (Europa) |                                                                 |          |  |
| N.º                 | Título                                                          | Duración |  |
| 1.                  | «The rhythm (Europe) (Radio Edit Spanglish)»                    |          |  |
| 2.                  | «I'll see you again»                                            |          |  |
| 3.                  | «Tell you, tell me (Libre)»                                     |          |  |
| 4.                  | «All I need is your love (Necesito tu amor)»                    |          |  |
| 5.                  | «Magic eyes (Ojos negros) (Fernando Garibay English Radio Mix)» |          |  |
| 6.                  | «Take my heart»                                                 |          |  |
| 7.                  | «When u move like that (en español)»                            |          |  |
| 8.                  | «Come back again (Quiero que quieras volver»                    |          |  |
| 9.                  | «Salsa»                                                         |          |  |
| 10.                 | «Two hearts (Bandidos)»                                         |          |  |
| 11.                 | «Ojos negros»                                                   |          |  |
| 12.                 | «Que el ritmo no pare»                                          |          |  |
| 13.                 | «The rhythm (BONUS VIDEOCLIP)»                                  |          |  |

- Datos: Q7269692